# بونو (باگاسی)
بونو شهری در شهرستان باگاسی در استان باله در بورکینافاسوی جنوبی است و جمعیت آن ۲۴۶۴ نفر است.